# Дегтярь, Вадим Тарасович
Вадим Тарасович Дегтярь (16 ноября 1956, Ленинград (Дятлово, Выборгский район, Ленинградская область)) — советский футболист, вратарь.
Воспитанник выборгского футбола. Выступал за юношескую сборную СССР. С 1975 года в составе ленинградского «Зенита». В основной команде дебютировал 15 июня 1976 года в гостевом матче с «Крыльями Советов» (1:2). Следующий матч провёл 9 ноября 1977 — «Шахтёр» — «Зенит» — 3:2. В 1978 году провёл 11 матчей, пропустил 21 гол. В 1979 году перешёл в ленинградское «Динамо», в середине 1980 оказался в «Динамо» Ставрополь из первой лиги, откуда через год перешёл в команду второй лиги «Дружба» Йошкар-Ола. В 1984 году вернулся в ленинградское «Динамо», 4 следующих сезона провёл в тамбовском «Спартаке».
В 1992 году Дегтярь сыграл 4 матча в команде второй российской лиги «Галакс» Санкт-Петербург, впоследствии перешедшей в мини-футбол, где и завершил карьеру.